# Alfonso Pérez
Alfonso Pérez Muñoz, někdy zvaný jen Alfonso (* 26. září 1972, Getafe) je bývalý španělský fotbalista. Nastupoval především na postu útočníka. Se španělskou reprezentací do 23 let získal zlatou medaili na olympijských hrách v Barceloně roku 1992, hrál v pěti ze šesti zápasů a vstřelil jeden gól. Hrál i na mistrovství Evropy v roce 1996 (odehrál 4 zápasy, vstřelil 1 branku), mistrovství světa roku 1998 (odehrál 2 zápasy) a mistrovství Evropy v roce 2000 (nastoupil ke 4 zápasům a dal 2 góly). Za národní tým nastupoval v letech 1992–2000 a připsal si 38 zápasů, v nichž dal 11 branek. S Realem Madrid se stal mistrem Španělska v sezóně 1994/95 a vyhrál španělský pohár (1993). Ten získal i s Betisem Sevilla (2005). Vedle těchto klubů hrál i za Barcelonu a Marseille, kde byl na hostování. V roce 1998 byl v anketě týdeníku Don Balón vyhlášen španělským fotbalistou roku. V jeho rodném Getafe po něm pojmenovali městský stadion, avšak v roce 2023 byl přejmenován poté, co se Pérez pohrdlivě vyjádřil o ženském fotbale. Jeho bratr Iván Pérez byl rovněž fotbalistou.